# Kolhufushi (Thaa)
Pour les articles homonymes, voir Kolhufushi.
Kolhufushi est une petite île inhabitée des Maldives.  

## Géographie
Kolhufushi est située dans le centre des Maldives, à l'Est de l'atoll Kolhumadulu, dans la subdivision de Thaa. 